# AP/AV 700
AP/AV 700 — итальянский многозарядный гранатомёт, имеет опорную плиту, три направляющие. Направляющие без внутренних нарезов и на конус. Зарядами являются 7,62-мм (0,3") либо 5,56-мм (0,2") холостые патроны.